# Hatz H 340
Der Hatz H 340 ist ein Traktormodell der Motorenfabrik Hatz, das zwischen 1963 und 1964 produziert wurde. Es gehört zur H-Serie und ist das leistungsstärkste Modell des Herstellers. Hatz wollte mit dem H 340 nochmal zur Konkurrenz aufschließen. Dies gelang allerdings nicht; insgesamt wurden lediglich 37 Exemplare dieses Modells hergestellt. Mit dem Produktionsende des H 340 endete 1964 auch die gesamte Schlepperproduktion bei Hatz.

## Technische Daten
Der Traktor hat einen luftgekühlten 3-Zylinder-Dieselmotor mit einem Hubraum von 2988 cm³ und einer Leistung von 40 PS. Das Getriebe des Traktors war ein ZF A210II mit acht Vorwärts- und vier Rückwärtsgängen. Mit einem Schnellgang konnte der Hatz H 340 eine Höchstgeschwindigkeit von bis zu 28 km/h erreichen. Optional war das Modell mit einem Kraftheber und einem Frontlader erhältlich.